# Al-Nabigha al-Ja'di
Al-Nābigha al-Jaʿdī (in arabo ﺍﻟﻨﺎﺑﻐـة ﺍﻟﺠﻌﺪﻱ‎?; Arabia, ... – Khorasan, 698-99) è stato un poeta arabo e un Sahaba del profeta Maometto, incluso nelle cronache tra i muʿammarūn (centenari).
Ḥibbān (o Ḥassān, o Ḥayyān) ibn Qays ibn ʿAbd Allāh al-Nābigha al-Jaʿdī, appartenente ai Banū Jaʿda, sottogruppo della più grande tribù araba dei Banū ʿĀmir b. Ṣaʿṣaʿa (di cui fu in seguito Sayyid), fece parte della categoria più tardi classificata dei poeti mukhaḍramūn, che vissero cioè a cavallo tra la jāhiliyya e l'Islam, e dei fuḥūl (lett. "stalloni", a indicare l'eccellenza dei versi).
Si convertì all'Islam quando, ancor giovane, giunse giunse nel 630 a Medina con un'ambasceria (wifāda) della sua tribù - che allora risiedeva ad al-Aflāj, in Najd, a sud della Yamama - che si proponeva di contrarre con Maometto un'alleanza (ḥilf). In quell'occasione il Profeta lo benedisse e gli fece dono di una proprietà (ḍayʿa) in al-Falaj, nei territori d'insediamento della sua tribù, scrivendo oltre tutto un documento che fu conservato con venerazione dai B. Jaʿda.
In base alla sua stessa testimonianza, contenuta nel Dīwān (Canzoniere) edito da Maria Nallino, si trasferì a Baṣra con la sua sotto-tribù all'epoca del secondo Califfo "ortodosso" ʿOmar ibn al-Khaṭṭāb. Partecipò quindi a vari fatti d'arme, nel quadro delle conquiste che lo avrebbero spinto, secondo un suo verso «fino a che io e chi era con me non scorgevamo [più] Suhayl (=Canopo); allorché esso appariva, [subito] dopo tramontava», dando modo di dedurre che egli fu in Khorasan.
Fece parte dei sostenitori di 'Ali ibn Abi Talib a Ṣiffīn ed è annoverato tra i muʿammarūn, i "vegliardi" cioè vissuti talmente a lungo da far fornire a vari tradizionisti cifre talmente spropositate da essere del tutto inverosimili (180, 200, 230 o 240 anni addirittura).

Prese parte anche a quelle curiose "gare d'invettive poetiche" che vanno sotto il nome di hijāʾ, che lo contrapposero con alterni esiti, dopo il 660, a poeti come Aws b. Maghrāʾ, Laylā al-Akhyaliyya, Kaʿb b. Juʿayl e il celebre al-Akhṭal.
Il diverso esito di questi aspri certami dipendeva da una certa qual discontinuità della vena poetica di Nābigha, come sottolineato da al-Farazdaq e da al-Aṣmaʿī, che lo paragonavano ad Ḥassān b. Thābit, la cui poesia si era "infiacchita" una volta "entrato nella porta del bene", ossia una volta convertitosi all'Islam.
La critica ritiene che al-Nābigha abbia risentito dell'influenza di Labīd per quanto riguarda la tematica della caducità dell'uomo, destinato alla morte:
(Le poesie di an-Nābigha al-Ǧaʿdī, Qaṣīda III, trad. di M. Nallino, pp. 39-40)
Accorati sono i suoi versi, rivolti alla moglie, per la morte del loro figlio Muḥārib e del fratello di Nābigha, Waḥwaḥ:
("an-Nābiġah al-Ǧaʿdī e le sue poesie", su: Rivista degli Studi Orientali, XIV (1934), pp. 135-190, alle pp. 177-78 (Qaṣīda XII).)